# Виа Попилия
Виа Попилия (на латински: Via Popilia; Via ab Regio ad Capuam; o Via Annia Popilia) е римски път в Кампания от Капуа, през Козенца на юг до Региум в Калабрия.
Пътят е построен през 132 пр.н.е. от консул Публий Попилий Ленат.
Надпис за пътя (Lapis Pollae)
VIAM·FECEI·AB·REGIO·AD·CAPVAM·ET

IN·EA·VIA·PONTEIS·OMNEIS·MILIARIOS

TABELARIOSQVE·POSEIVEI·HINCE·SVNT

NOVCERIAM·MEILIA·LI·CAPVAM·XXCIIII

MVRANVM·LXXIIII·COSENTIAM·CXXIII

VALENTIAM·CLXXX AD·FRETVM·AD

STATVAM·CCXXXI ·REGIVM·CCXXXVII

SVMA·AF·CAPVA·REGIVM·MEILIA·CCCXXI

ET·EIDEM·PRAETOR·IN

SICILIA·FVGITEIVOS·ITALICORVM

CONQVAEISIVEI·REDIDEIQVE

HOMINES·DCCCCXVII·EIDEMQVE

PRIMVS·FECEI·VT·DE·AGRO·POPLICO

ARATORIBVS·CEDERENT·PAASTORES

FORVM·AEDISQVE·POPLICAS·HEIC·FECEI